# Na-Mi-Ba
Na-Mi-Ba – czechosłowacka mina przeciwpiechotna. Z uwagi na dużą masę materiału wybuchowego może także skuteczna przy zwalczaniu lżej opancerzonych pojazdów pancernych.